# Caterina de Navara
Caterina (n. 1468 – d. 12 februarie 1517) a fost regină a Navarrei care a domnit din 1483 până în 1517. De asemenea, ea a fost ducesă de Gandia, Montblanc și Peñafiel, contesă de Foix, Bigorre și Ribagorza și vicontesă de Béarn.

## Biografie
Caterina a fost fiica cea mică a lui Gaston de Foix, Prinț de Viana, și a Magdalenei de Valois, sora regelui Ludovic al XI-lea al Franței. S-a născut și a crescut în timpul domniei străbunicului patern, regele Ioan al II-lea de Aragon, care a fost succedat de bunica sa, Eleanor în 1479. 
După decesul bunicii, pentru că tatăl ei murise deja, coroana Navarrei a trecut fratelui ei, Francis Phoebus. În 1483, după ce Francisc a murit, Caterina a devenit regină sub regența mamei ei.

### Copii
Ea și Ioan al III-lea de Navarra au fost părinții a 13 copii:
- Anne de Navara (19 mai 1492 – 15 august 1532).
- Magdalena de Navara (29 martie 1494 – mai 1504).
- Catherine de Navara (1495 – noiembrie 1532). Stareță la Trinity at Caen.
- Joan de Navara (15 iunie 1496 – ultima menționare în noiembrie 1496).
- Quiteria de Navara (1499 – septembrie/octombrie 1536). Stareță la Montivilliers.
- Un fiu născut mort în 1500.
- Andrew Phoebus de Navara (14 octombrie 1501 – 17 aprilie 1503).
- Henric al II-lea de Navara (18 aprilie 1503 – 25 mai 1555).[4]
- Buenaventura de Navara (14 iulie 1505 – 1510/1511).
- Martin de Navara (c. 1506 – ultima menționare în 1512).
- Francis de Navara (1508 – ultima menționare în 1512).
- Charles de Navara (12 decembrie 1510 – septembrie 1528). A luat parte la Atacul de la Neapole dar a fost capturat. A murit în timp ce era deținut ca prizonier de război.
- Isabella de Navara (1513/1514 – ultima menționare în 1555). Căsătorită cu Rene I, Viconte de Rohan.